# أحمد سجدي
أحمد سجدي (بالفارسية: سید احمد سجادی) هو لاعب كرة قدم إيراني في مركز حراسة المرمى، ولد في 7 يناير 1957 في طهران في إيران. شارك مع منتخب إيران لكرة القدم. أما مع النوادي، فقد لعب مع نادي بانك تجارت ونادي بهمن كرج.

## وصلات خارجية
- أحمد سجدي على موقع الاتحاد الدولي (مؤرشف)  (الإنجليزية)
- أحمد سجدي على موقع ناشيونال فوتبول تيمز (الإنجليزية)